# Ibrahim Jassam
Ibrahim Jassam Mohammed (tiếng Ả Rập: ابراهیم جسام محمد) là một nhiếp ảnh viên Iraq bị bắt giữ tại Iraq tháng 9 năm 2008 vì bị các lực lượng Hoa Kỳ và Iraq đánh giá là "mối đe dọa cho an ninh Iraq và các lực lượng liên quân". Ông làm việc cho nhiều cơ quan, bao gồm cả Reuters tại thời điểm bị bắt giữ.
Một tòa án Iraq kết luận ngày 30 tháng 11 năm 2008 rằng không có bằng chứng chống lại nhiếp ảnh viên Ibrahim Jassam Mohammed, và ra lệnh việc phóng thích ông từ trại giam của quân đội Mỹ, nhưng quân đội Mỹ tại Iraq từ chối phóng thích ông..
Jassam được phóng thích ngày 19 tháng 2 năm 2010..